# Správní obvod
Správní obvod je právní pojem označující územní působnost správního úřadu.
Každý správní úřad musí mít stanoven správní obvod, a to buď pro celou svou působnost stejný, nebo pro různé kompetence různé správní obvody. Velikostně může jít od území jedné obce (např. Brno), ba její části (např. Praha 1), až po celý stát.
V ČR existují tyto velikosti správních obvodů, přičemž větší velikost se vždy beze zbytku dělí na menší velikost (popřípadě je nižší správní obvod totožný s vyšším):
1. ve všech obcích (obce I. stupně) – obecní úřad.
2. v obcích s pověřeným obecním úřadem (obce II. stupně), např. působnost matričního úřadu, stavebního úřadu (vykonávaná obecním nebo městským úřadem)
3. v obcích s rozšířenou působností (obce III. stupně), např. působnost vodoprávního úřadu vykonávaná městským úřadem.
4. okresní, např. pozemkový úřad. Okresní úřady již neexistují, okresní působnost mají pouze některé speciální správní úřady.
5. krajské, např. krajský dopravní úřad, krajský živnostenský úřad, finanční ředitelství. Některé působnosti vykonává krajský úřad, některé speciální samostatné správní úřady. Správní obvod například některých finančních ředitelství však sestává ze dvou či více krajů (například správní obvod Finančního ředitelství v Ústí nad Labem sestává z Ústeckého i Libereckého kraje).
6. celostátní, např. Úřad pro ochranu hospodářské soutěže, ministerstva a další ústřední orgány státní správy.

Například městský úřad obce s rozšířenou působností má tyto správní obvody:
1. městského úřadu obce s rozšířenou působností
2. pověřeného obecního úřadu
3. městského úřadu obce typu II
4. jako každý obecní úřad

Výraz „Správní obvod obce s rozšířenou působností XY“ je z doslovného hlediska nepřesný, neboť by mohl označovat kterýkoliv ze 4 správních obvodů různé úrovně, které obec má. Přesnější označení by bylo například „správní obvod rozšířené působnosti obce XY“. V praxi se však toto označení používá pro označení celého území, pro které obec XY má působnost jako obec III. stupně (obec s rozšířenou působností). 
Pro působnost obce II. stupně (pověřená obec, obec s pověřeným obecním úřadem) se užívá termín „Správní obvod obce s pověřenou působností XY“, který označuje jako správní obvod všechny obce, kde úřad obce XY působí jako pověřený obecní úřad. Správní obvod III. stupně vždy sestává z jednoho něbo několika celých správních obvodů II. stupně. 
Statutární města se mohou dále členit na městské obvody nebo městské části a mohou statutem na městské obvody (městské části) přenést některé své kompetence přenesené působnosti státní správy i své samostatné působnosti, tyto činnosti jsou tedy spravovány úřady městských částí (obvodními úřady) a nikoliv magistrátem jako obcí III. či II. typu pro obce, které nejsou součástí statutárního města Kladna. V Praze statut přenáší některé z působností obce II. či III. typu na vybraných 22 z celkových 57 městských částí, čímž rozděluje Prahu na 22 specifických správních obvodů. 